# Агнес Геш
Агнес Геш, уроджена Пфайфер (нім. Agnes Hoesch (Pfeifer); 3 лютого 1839, Франкфурт-на-Майні — 22 лютого 1903, Дюрен) — німецька благодійниця.

## Біографія
Старша з шести дітей торговця Роберта Пфайфера (1808–1877) і його дружини Марії Вільгельміни, уродженої Андре (1815–1876). Племінниця цукрового фабриканта Еміля Пфайфера. В 1862 році вийшла заміж за власника металургійного заводу і виробника сталі Ебергарда Геша.
Агнес очолювала жіночу асоціацію Дюрена. Разом з чоловіком вона профінансувала будівництво великого ігрового та бенкетного залу. У своєму заповіті вона передала Дюрену, серед іншого, 100 000 марок на будівництво квартир для робітників. Нові будинки були побудовані на вулиці, названій на честь благодійниці (нім. Agnesstraße). 7 листопада 1907 року Ебергард Геш також заповів ще 200 000 марок на будівництво квартир для робітників.

## Нагороди
- Хрест «За заслуги» для жінок та дівчат[3]